# Заріччя (Гур'євський міський округ)
Заріччя (рос. Заречье) — селище Гур'євського міського округу, Калінінградської області Росії. Входить до складу Добринського сільського поселення.
Населення — 341 особа (2015 рік).

## Населення
| 2002 | 2010 |
| ---- | ---- |
| 310  | ↗341 |